# Leopold Rosenthaler
Leopold Rosenthaler (* 21. Juni 1875 in Heilbronn; † 6. Juli 1962 in Bern) war ein deutsch-schweizerischer Apotheker.

## Leben und Wirken
Sein Vater war Maier Rosenthaler (* 29. Januar 1835; † 19. November 1920), Besitzer einer Metzgerei in der Kirchbrunnenstraße in der Nähe der Kilianskirche in Heilbronn, und seine Mutter war Nanette Rosenthaler (geborene Stern; * 7. März 1834; † 3. Dezember 1899).
Rosenthaler studierte Pharmazie, promovierte 1901 an der Universität Straßburg, wurde dort Privatdozent und 1909 außerordentlicher Professor. 1914 wurde er außerordentlicher Professor am pharmazeutischen Institut der Universität Bern. Noch im gleichen Jahr wurde Rosenthaler nach dem Ausbruch des Ersten Weltkriegs als deutscher Militärapotheker eingezogen. Rosenthaler kam 1918 zurück nach Bern, jedoch verließ er wegen Streitigkeiten mit dem Institutsdirektor Alexander Tschirch (1856–1939) das pharmazeutische Institut wieder. 1932 wurde er in Bern eingebürgert. 1940 wurde er zur Leitung der pharmazeutischen Fakultät an die Universität Istanbul berufen. Nach dem Zweiten Weltkrieg wirkte er im Labor der Eidgenössischen Alkoholverwaltung in Bern.
Rosenthaler war Experte für mikrochemische Pflanzenanalytik.